# Karur, Ranibennur
Karur là một làng thuộc tehsil Ranibennur, huyện Haveri, bang Karnataka, Ấn Độ.